# فيستوس أونيغبيندي
فيستوس أونيغبيندي (بالإنجليزية: Festus Onigbinde)‏ (مواليد 5 مارس 1938) هو لاعب كرة قدم.